# Good Feelin'
Good Feelin' (стилізовано як …good feelin'…) — студійний альбом американського блюзового музиканта Ті-Боун Вокера, записаний 1968 року у Парижі і випущений 1969 року лейблом Polydor. 1970 року альбом був удостоєний премії «Греммі» (в категорії «Найкращий запис етнічної музики або традиційного фолку»).

## Про альбом
Запис альбому відбувся в листопаді 1968 року у Франції на паризькій студії C.B.E. Studios. Альбом починається і завершується неформальною оповіддю, яку промовляє Вокер, акомпануючи собі на фортепіано. Він грає разом з гуртом місцевих музикантів, до складу якого, зокрема, увійшли гітарист Слім Пезен, піаніст Мішель Сардабі і камерунський саксофоніст Ману Дібанго (тенор-саксофон), а також П'єр Олассян і Франсіс Корне (обидва — баритон-саксофон), а також трубач, ім'я якого невідоме. Матеріал альбому включає 11 пісень, більшість з яких написана самим Вокером і декілька у співпраці з продюсером Робіном Хемінгвеєм, та містить кавер-версію блюзового стандарту «Every Day I Have the Blues» Мемфіса Сліма. Альбом вийшов у 1969 році на лейблі Polydor.
2007 року альбом був перевиданий на CD лейблом Sunnyside.

## Визнання
1970 року на 13-й церемонії нагородження премії «Греммі» альбом переміг в категорії «Найкращий запис етнічної музики або традиційного фолку (включаючи традиційний блюз)». Ця нагорода стала єдиною премією «Греммі» в кар'єрі музиканта.

## Реакція критиків
Оглядач AllMusic arwulf arwulf в своїй рецензії поставив альбому оцінку 4 з 5, відзначивши «записаний у Парижі в листопаді 1968 року, Good Feelin'  став альбомом, який відродив інтерес слухачів до життя та музики Аарона „Ті-Боун“ Вокера по всій Європі та навіть у деяких частинах Сполучених Штатів Америки. …З електричним звучанням гітари Ті-Боуна і секцією духових інструментів, які разом посилюють проникливі орга́нні ритми та свіжі басові лінії, уся ця музика насичена та потужна. Кожен трек прекрасний; найбільше виділяється серед усіх фанкова інструментальна композиція під назвою „Poontang“.»

## Список композицій
| Сторона А | Сторона А                    | Сторона А                    | Сторона А  |
| #         | Назва                        | Автор                        | Тривалість |
| --------- | ---------------------------- | ---------------------------- | ---------- |
| 1.        | «Good Feelin'»               | Робін Хемінгвей, Аарон Вокер | 1:31       |
| 2.        | «Every Day I Have the Blues» | Пітер Четмен                 | 2:48       |
| 3.        | «Woman You Must Be Crazy»    | Аарон Вокер                  | 6:17       |
| 4.        | «Long Lost Lover»            | Аарон Вокер                  | 2:56       |
| 5.        | «I Wonder Why»               | Аарон Вокер                  | 4:15       |
| 6.        | «Vacation»                   | Аарон Вокер                  | 3:05       |

| Сторона В | Сторона В                    | Сторона В                                | Сторона В  |
| #         | Назва                        | Автор                                    | Тривалість |
| --------- | ---------------------------- | ---------------------------------------- | ---------- |
| 1.        | «Shake It Baby»              | Аарон Вокер                              | 3:37       |
| 2.        | «Poontang» (інструментальна) | Guerrillas, Робін Хемінгвей, Аарон Вокер | 2:48       |
| 3.        | «Reconsider»                 | Аарон Вокер                              | 4:44       |
| 4.        | «Sail On, Little Girl»       | Аарон Вокер                              | 2:46       |
| 5.        | «When I Grow Up»             | Аарон Вокер                              | 3:15       |
| 6.        | «See You Next Time»          | Робін Хемінгвей, Аарон Вокер             | 1:01       |

## Учасники запису
- Ті-Боун Вокер — вокал, гітара
- Франсіс Курне, П'єр Олассян — саксофон
- Ману Дібанго — саксофон, фортепіано, орган
- Мішель Сардабі — фортепіано
- невідомий музикант — труба
- Слім Пезен — гітара
- Бернар Естарді — фортепіано, орган, перкусія
- Жанно Карл — бас-гітара
- Люсьєн Доба — ударні
- Ерл Летт, Жан-Луї Пруст — перкусія

Технічний персонал
- Робін Хемінгвей — продюсер, текст платівки
- Жан-Луї Пруст, Робін Хемінгвей, Жан Юло — звукоінженери
- Гі Д'Едьєр, Робін Хемінгвей — дизайн [обкладинка]
- Тьєррі Мендро — фотографія